# Paralogismus

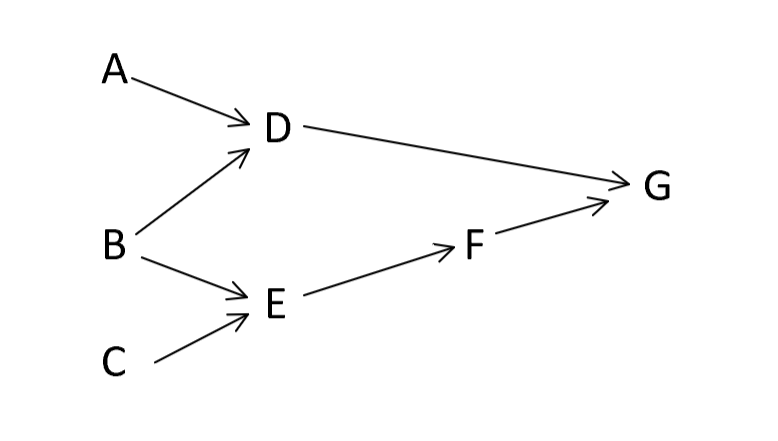
Schéma paralogismu. Vlastnost G závisí na A, B a C a z nich odvozených vlastnostech. Paralogismus by bylo tvrzení: "Dokázal jsem že E je pravdivé, to implikuje F a to implikuje že G je pravdivé." Toto tvrzení zapomíná na A a D.

Paralogismus, logická chyba, chyba v úsudku, nesprávná či chybná úvaha je v oblasti logiky forma úsudků, které se tváří jako racionální, aniž by takové skutečně byly. Může jít o mylnou dedukci nebo chybné zobecnění. Od paralogismu (logiky s chybou) je nutno odlišit většinu důkazů kruhem, argumentační klamy nebo známé paradoxy, jejichž cílem je především zmást protivníka a získat tak převahu v diskusi.
V širším smyslu je paralogismus totéž co omyl, úsudek z neznalosti nebo chybná domněnka, ve které z určitých předpokladů (premisa) neplynou očekávané důsledky (kauzalita) nebo kdy očekávání neodpovídá realitě. Také misinterpretace, chybný výklad nebo výklad vycházející z nesprávných nebo neúplných postulátů a tím vedoucí k chybným závěrům. Patří sem atribuční zkreslení, poslušnost vůči autoritě, kognitivní, výběrové, nebo konfirmační zkreslení, efekt nadměrné sebedůvěry, systémová podjatost a další pojmy, odvozené od slova bias i dalších, zde uvedených.

## Obrana proti paralogismům
Jednoduchý návod jak odhalit paralogismy, nedůsledný způsob myšlení a vlastní nebo cizí chyby, asi neexistuje. Pomoci může dobré vzdělání, kritické myšlení, otevřenost vůči zkušenosti a dostatečná zpětná vazba. V exaktních vědách může být chybný závěr odhalen experimentem, v matematice důkazem.
V minulosti mnoho významných lidí navrhlo další přístupy a pomůcky, ať už to byla Occamova břitva, Festingerův poznávací nesoulad, Gettierův problém nebo třeba vědecký skepticismus či agnosticismus.

## Paralogismy čistého rozumu
Konkrétně můžeme paralogismy najít u Immanuela Kanta, které definoval proti tradičnímu Descartovskému chápání Já. Formuloval k tomuto tématu čtyři základní paralogismy čistého rozumu:
1. Paralogismus substanciality – podle něj nedisponujeme žádnými důkazy, které by nám potvrdily, že je duše naší substancí, podstatou.
2. Paralogismus jednoduchosti – jestliže je každá hmota dělitelná, pak nemáme žádné důkazy o tom, že by duše byla nedělitelná. Jednoduchost, jednotlivost duše nelze dokázat.
3. Paralogismus individuality – nelze důkazy ověřit, že je duše příčinou individuality mezi lidmi.
4. Paralogismus animality – nemáme žádný důkaz o tom, že by duše byla tím rozhodujícím prvkem, která naší tělesné schránce dává život.